# Сан-Исидро (маяк)
Маяк Сан-Исидро (исп. Faro de San Isidro) — береговой опознавательный навигационный знак на одноимённом мысе. Находится на южной оконечности полуострова Брансуик, Чили. Расположен на фоне горы Дарвина и окружён густым лесом. Маяк был открыт в 1904 году. Высота достигает 7,8 метра а дальность видимости 9 морских миль. 
До маяка можно добраться по земле, на юг от Пунта-Аренас (90 км), по асфальтированной дороге, которая заканчивается гравием. Дорога проходит по берегу Магелланова пролива.
Также до маяка можно курсируют экскурсионные туры по морю.

## История
Маяк был построен по проекту, созданному Джорджем Слайдомом, в то время главным инспектором морских сигнальных сооружений, и воплощённому в жизнь чилийским подрядчиком Луисом Камуси.
Место было выбрано как единственное доступное для строительства маяка. В 10 милях находится точка, имеющая большое историческое значение — здесь высадились первые испанские переселенцы в XVI веке, но их попытка освоить местную землю не увенчалась успехом. Первые колонисты — 300 человек, поселившиеся в городе имени короля Филиппа, умерли от голода и холода в суровых условиях Патагонии. Теперь это место называется Порт Голодных (Puerto Hambre). Неподалёку также находятся населённые пункты Форт Бульнус (Forte Bulnes), и рыбацкая деревня Сан Хуан (San Juan).